# Reinildo Mandava
Reinildo Isnard Mandava (* 21. ledna 1994 Beira) je mosambický fotbalista, který hraje jako obránce za Atlético Madrid a mosambickou reprezentaci.

## Klubová kariéra
Svou kariéru začal v Ferroviário da Beira a GD Maputo. V prosinci 2015 se upsal Benfice. V červnu 2017 byl poslán na hostování do Sportingu Covilhã.
V roce 2018 přestoupil do B-SAD, od ledna 2019 byl na hostování v Lille, které ho po sezóně koupilo.
Dne 31. ledna 2022 španělský klub Atlético Madrid oznámil přestup Mandavy do klubu na základě smlouvy na tři a půl roku.

## Reprezentační kariéra
Za mosambickou reprezentaci debutoval v roce 2013.